# 1986年5月逝世人物列表
1986年逝世人物列表：1月 - 2月 - 3月 - 4月 - 5月 - 6月 - 7月 - 8月 - 9月 - 10月 - 11月 - 12月
1986年5月逝世人物列表，是用于汇总1986年5月期间逝世人物的列表。

## 依日期排序

### 1日
- 海爾達·貝克（Hylda Baker），81歲，英國女演員和喜劇演員，肺炎。
- 約翰·巴特利特（John Bartlett），40歲，紐西蘭植物學家。
- 雷格·博伊爾，83歲，澳大利亞足球運動員。
- 鄧尼斯·埃默里，52歲，英國足球運動員。
- 海因里希·弗伦克尔（Heinrich Fraenkel），88歲，波蘭裔英國編劇和傳記作家。
- Mirrie Hill，96歲，澳大利亞作曲家。
- 米爾科·亞沃爾尼克，76歲，斯洛維尼亞作家。
- 亞瑟·利普塞特（Arthur Lipsett），49歲，加拿大電影製片人，自殺。
- 阿拉斯泰爾·麥金太爾，59歲，英國電影剪輯師，中風併發症。
- 埃德加·帕林·德奧萊爾（Edgar Parin d'Aulaire），87歲，美國兒童作家。
- 雨果·佩雷蒂（Hugo Peretti），69歲，美國詞曲作者。
- 詹姆斯·拉姆齊爵士，69歲，澳大利亞政治家。
- 米利森特·西爾弗，80歲，英國大鍵琴演奏家。
- 小阿爾弗雷多·瓦雷拉（Alfredo Varela Jr.），73歲，墨西哥編劇。
- 埃德·威爾斯（Ed Wells），85歲，美國棒球運動員。

### 2日
- 馬庫斯·貝克爵士（Sir Marcus Beeck），62歲，澳大利亞農民和企業高管。
- 華萊士·畢曉普，80歲，美國鼓手。
- W·謝菲爾德·考爾斯，87歲，美國政治家，康涅狄格州眾議院議員（1948-1956）。[1]
- 塞爾吉奧·克雷斯托（Sergio Cresto），30歲，美國賽車手，汽車爆炸。
- 威廉·愛德華·道爾（William Edward Doyle），75歲，美國法學家。[2]
- 喬治·高斯（Georgy Gause），75歲，蘇聯生物學家。
- 埃德溫·謝爾邦·希爾斯（Edwin Sherbon Hills），79歲，澳大利亞地質學家。
- 威爾弗里德·吉德森（Wilfrid Kidson），79歲，南非板球運動員。
- Lotte Brand Philip，75歲，德國藝術史學家。
- 小愛德華·萊頓（Edward Righton Jr），73歲，英國板球運動員。
- 維奧萊特·魯克羅夫特（Violet Rucroft），83歲，紐西蘭環保主義者。
- 格特魯德·泰勒（Gertrud Theiler），88歲，南非寄生蟲學家。
- 亨利·托伊沃寧（Henri Toivonen），29歲，芬蘭賽車手，汽車爆炸。
- Jan Wojciechowski，81歲，波蘭足球運動員。

### 3日
- 羅伯特·阿爾達，72歲，美國演員。[3]
- 卡爾頓·巴雷特（Carlton W. Barrett），66歲，美國士兵，榮譽勳章獲得者。
- 尼科洛·尼科洛西，73歲，義大利足球運動員。
- 羅伊斯·彼特金（Royce S. Pitkin），84歲，美國學術行政人員。[4]
- 王力，85歲，中國語言學家。

### 4日
- 科蒂·查韋（Kotti Chave），74歲，芬蘭出生的瑞典演員。
- 理查·丹尼爾，85歲，德國將軍。
- Jean Gagé，83歲，法國歷史學家。
- 保羅·馬格努斯·格羅斯，90歲，美國化學家。[5]
- 恩佐·利伯蒂（Enzo Liberti），60歲，義大利演員，心臟手術併發症。
- 休·魯比（Hugh Luby），72歲，美國棒球運動員。
- 本傑明·繆斯（Benjamin Muse），88歲，美國政治家和記者，佛吉尼亞州參議院議員（1936年）。
- 保羅·理查茲（Paul Richards），77歲，美國棒球運動員，心臟病發作。[6]
- 罗密欧·里弗斯，79歲，加拿大冰球運動員。
- 埃絲特·范·瓦格納·塔夫蒂（Esther Van Wagoner Tufty），89歲，美國記者。[7]
- 詹姆斯·艾倫·范恩，46歲，美國歷史學家。

### 5日
- 喬·柴爾德雷斯（Joe Childress），52歲，美式足球運動員，癌症。
- 比爾·庫克（Bill Cook），90歲，加拿大冰球運動員，癌症。[8]
- 埃米格迪奧·德·巴羅斯，90-91歲，巴西畫家。
- 凱特·哈克，88歲，德國女演員。
- Knud Hvidberg，58歲，丹麥藝術家。
- 勒內·喬弗羅伊（René Joffroy），70歲，法國考古學家。
- 薩利·科斯曼，53歲，美國奧運花樣滑冰運動員（1956年）。
- 比利·麥克爾（Billy Mackel），73歲，美國吉他手。
- 路易士·貝貝德·馬蒂貝特，84歲，法國國際象棋選手。
- 薩特裡奧，69歲，印度尼西亞亞軍醫和政治家。
- 約翰·奧斯汀·維克托林（John Austin Victoreen），83歲，美國物理學家。
- 喬治·懷特，81歲，澳大利亞政治家。
- 裘莉婭·沃伊切霍夫斯卡（Julia Wojciechowska），71歲，波蘭奧林匹克體操運動員（1936年）。

### 6日
- 弗雷德·科爾（Fred C. Cole），74歲，美國圖書管理員，心力衰竭。
- 阿爾伯特·歐內斯特·福賽斯（Albert Ernest Forsythe），89歲，美國飛行員。
- 朱塞佩·賈科內（Giuseppe Giaccone），85歲，義大利足球運動員。
- 洛倫佐·米尼奧-帕盧埃洛（Lorenzo Minio-Paluello），78歲，義大利語言學家和翻譯家。
- 傑克·里卡茲（Jack Rickards），57歲，辛巴威奧林匹克射擊運動員（1964年）。
- 赫克托·魯伊斯·馬丁內斯，42歲，波多黎各政治家。
- Sri Sabaratnam，33歲，斯裡蘭卡激進分子（泰米爾伊拉姆解放組織），被槍殺。
- Len Schulte，69歲，美國棒球運動員。
- 謝爾蓋·加夫里洛維奇·西蒙諾夫，92歲，蘇聯武器設計師（SKS）。
- Stefan Sznuk，89-90歲，波蘭裔加拿大飛行員。
- Toralf Westermoen，71歲，挪威船舶設計師。

### 7日
- 蘿拉·阿爾維斯（Laura Alves），64歲，葡萄牙女演員。
- 斐迪南德·布魯欣，77歲，瑞士足球運動員。
- 查理·可倫坡，65歲，美國足球運動員。
- 弗洛倫斯·達格瑪，90歲，美國女演員。
- Gaston Defferre，75歲，法國政治家。
- 科妮莉亞·約翰娜·德·沃格爾（Cornelia Johanna de Vogel），81歲，荷蘭古典學者和神學家。
- 讓-皮埃爾·哈格瑙爾（Jean-Pierre Hagnauer），73歲，法國奧林匹克冰球運動員（1936年）。
- 彼得·哈沃斯（Peter Haworth），96-97歲，英國出生的加拿大畫家。
- 安德列·朱貝林，79歲，法國海軍上將。
- 羅伯特·洛維特（Robert A. Lovett），90歲，美國政治家，國防部長（1951-1953）。[9]
- 阿爾·穆尼（Al Mooney），80歲，美國飛機設計師。
- 傑弗里·邁利特（Jeffrey Mylett），36歲，美國演員和詞曲作者，愛滋病。
- 胡安·納克皮爾（Juan Nakpil），86歲，菲律賓建築師。
- 喬納斯·佩爾森（Jonas Persson），72歲，瑞典奧運會自行車運動員（1936年）。
- 阿尔弗雷多·佩扎纳（Alfredo Pezzana），93歲，義大利奧運會擊劍運動員（1936年）。
- 愛德華·魯特（Edward Root），83歲，澳大利亞橄欖球運動員。
- 塞爾曼·塞爾馬納吉奇（Selman Selmanagić），81歲，波士尼亞-德國建築師。
- 赫瑪·薩博，84歲，奧地利奧運花樣滑冰運動員（1924年）。
- Haldun Taner，71歲，土耳其劇作家，心臟病發作。
- 喬治·韋弗，77歲，加拿大政治家，國會議員（1949-1957）。

### 8日
- 恩勒·布拉德福德（Ernle Bradford），64歲，英國歷史學家。
- 梅拉尼婭·布加里諾維奇，80歲，南斯拉夫歌手。
- 欧文·张伯伦（Erwin Chamberlain），71歲，加拿大冰球運動員。
- 伊萬·科里，78歲，澳大利亞足球運動員。
- Eugenie Gershoy，85歲，美國藝術家。
- R.M.傑克遜，82歲，英國法學家。
- 馬吉德·薩利克·馬哈茂迪，33歲，伊朗連環殺手，上吊自殺。[10]
- 拉斐爾·納西，76歲，義大利奧運滑雪運動員（1936年）。
- 理查·理查茲（Richard W. Richards），91歲，澳大利亞物理學家。
- 曼尼·辛維爾，101歲，英國政治家，國會議員（1922-1924,1928-1931,1935-1970）。[11]
- 利蘭·史塔克，78歲，美國聖公會主教。[12]
- Arndt von Bohlen und Halbach，48歲，德國社交名媛，口腔癌。[13]

### 9日
- 米哈伊爾·阿爾帕托夫，83歲，蘇聯歷史學家和藝術理論家。
- 尼爾森·鮑爾（Nelson Ball），77歲，紐西蘭橄欖球運動員。
- 赫歇爾·伯納迪（Herschel Bernardi），62歲，美國演員（阿尼，彼得·古恩，屋頂上的小提琴手），心臟病發作。[14]
- 米羅斯瓦夫·博亞諾維奇，79-80歲，波蘭-英國集郵家。
- 彼得·傑克遜，80歲，英國足球運動員。
- Eana Jeans，95歲，紐西蘭畫家。
- 廖文毅，76歲，臺灣政治家。
- 科林·萊曼（Colin Lyman），72歲，英國足球運動員。
- 丹增诺盖，71歲，尼泊爾-印度登山者（1953年英國珠穆朗瑪峰探險隊），腦出血。[15]
- 奧爾登·帕什，75歲，美國籃球教練。

### 10日
- 亚历山大·阿基莫夫（Aleksandr Akimov），33歲，蘇聯工程師，急性輻射綜合症。
- Al Burruss，58歲，美國政治家，喬治亞州眾議院議員（自1964年起），胰腺癌。
- 威爾伯·霍格（Wilbur Hogg），69歲，美國聖公會主教。
- 安娜·卡米恩斯卡（Anna Kamieńska），66歲，波蘭作家。
- 塔吉爾·庫西莫夫，77歲，蘇聯將軍。
- 萊奧波爾多·魯伊斯，59歲，阿根廷高爾夫球手。
- 格雷戈里·里安（Gregory Ryan），73歲，澳大利亞板球運動員。
- 喬西莫·莫賴斯·塔瓦雷斯（Josimo Morais Tavares），32-33歲，巴西羅馬天主教神父，兇殺案。
- 約翰·惠特利，59歲，美國物理學家。
- 查理斯·威廉姆斯，51歲，美國鼓手，佩吉特骨病。

### 11日
- 愛德華多·安東，76歲，義大利電影製片人。
- 吉米·海因斯（Jimmy Hines），82歲，美國高爾夫球手。
- 維克多·基貝諾克（Viktor Kibenok），23歲，蘇聯消防員，急性輻射綜合症。
- Gerry H. Kisters，67歲，美國士兵，榮譽勳章獲得者。
- 基爾比·麥克唐納，72歲，加拿大冰球運動員。
- 沃爾特·K·馬丁內斯（Walter K. Martinez），55歲，美國政治家，新墨西哥州眾議院議員（1966-1984），肌萎縮側索硬化症。
- 亨利·普盧默·麥克爾亨尼，75歲，美國藝術策展人和鑒賞家。
- 弗里茨·波拉德（Fritz Pollard），92歲，美式橄欖球運動員和教練。[16]
- 弗拉基米尔·普拉维克（Volodymyr Pravyk），23歲，蘇聯消防員，急性輻射綜合症。

### 12日
- Helge Akre，83歲，挪威外交官。
- 索菲亞·阿爾瓦雷斯·維尼奧利，86歲，烏拉圭法學家，第一夫人（1976年）。
- 伊丽莎白·伯格纳（Elisabeth Bergner），88歲，奧地利裔英國女演員，癌症。.[17]
- 瑪麗·德加莫·布萊恩（Mary deGarmo Bryan），94歲，美國營養師。[18]
- 哈罗德·克拉克（Harold W. Clark），94歲，美國神創論者。
- 阿爾伯特·庫珀（Albert Cooper），75歲，英國政治家，國會議員（1950-1966,1970-1974）。
- 約瑟夫·法達洪西，84-85歲，奈及利亞政治家。
- 弗雷德·科米斯（Fred Kormis），91歲，德國雕塑家。
- 埃莉諾·法蘭西斯·拉鐵摩爾，81歲，美國作家。
- 威廉·哈靈頓·萊希，81歲，美國海軍上將。
- 旺達·讓·梅斯（Wanda Jean Mays），26歲，美國失蹤人員案，墜落。
- 艾麗西亞·莫羅·德·胡斯托（Alicia Moreau de Justo），100歲，阿根廷社會活動家和政治家。
- 拉蒙·穆勒（Ramon Muller），51歲，阿根廷足球運動員。
- 比爾·奈恩，73歲，加拿大足球運動員。
- 魯本·哈羅德·特威滕，87歲，美國政治家，明尼蘇達州眾議院議員（1947-1956）。

### 13日
- 亞歷山大·阿奇代爾，80歲，英裔澳大利亞演員。
- 瑪麗亞·貝隆奇，83歲，義大利作家。
- 喬治·蓋恩斯（George Gaines），52歲，美國布景師。
- 瓦西裡·伊格納堅科（Vasily Ignatenko），25歲，蘇聯消防員，急性輻射綜合症。
- 羅伯特·勒費弗爾（Robert LeFevre），74歲，美國自由主義自主權主義者。[19]
- Peadar O'Donnell，93歲，愛爾蘭政治家，TD（1923-1927）。

### 14日
- 珍妮·艾卡拉（Janne Aikala），10歲，芬蘭謀殺案受害者。
- 所羅門·布拉特，91歲，美國政治家，南卡羅來納州眾議院議員（自1932年起）。[20]
- 亨利·埃克爾斯（Henry E. Eccles），87歲，美國海軍上將。
- Pierino Favalli，72歲，義大利賽車手。
- Fuang Jotiko，70-71歲，泰國佛教僧侶。
- 威廉·琳賽（William Lindsay），40歲，英國演員。
- 諾瑪·米萊（Norma Millay），91-92歲，美國歌手和女演員。
- 弗蘭克·奧羅克（Frank O'Rourke），92歲，加拿大裔美國棒球運動員。
- Mose Rager，75歲，美國吉他手。
- 喬·斯帕瑪（Joe Sparma），44歲，美國棒球運動員，心臟手術併發症。[21]
- 納爾遜·史黛西（Nelson Stacy），64歲，美國賽車手。
- C. H. V. Sutherland，78歲，英國錢幣學家。
- 列昂尼德·托普圖諾夫，25歲，蘇聯電氣工程師，急性輻射綜合症。
- 湯姆·特納（Tom Turner），69歲，美國棒球運動員。
- 斯蒂夫·范·穆舍爾，84歲，荷蘭奧運會跳台運動員（1928年）。
- Cornelis Gijsbert Gerrit Jan van Steenis，84歲，荷蘭植物學家。
- 羅伯特·齊林斯基（Robert Zielinski），84歲，美式足球運動員。

### 15日
- 康斯坦丁·約翰·亞歷克索普洛斯，79歲，美國真菌學家。
- 約翰·巴塞特（John F. Bassett），47歲，加拿大網球運動員和商人，腦癌。
- 赫爾·布勞恩，71歲，德國數學家。
- 埃里奧·德·安吉尼斯（Elio de Angelis），28歲，義大利賽車手，吸入煙霧。
- 約翰尼·戈特塞利格，80歲，俄羅斯出生的美國冰球運動員。
- Rose Lokissim，30-31歲，乍得士兵，被槍殺。
- 米奇斯瓦夫·帕盧斯，64歲，波蘭冰球運動員。
- 雪麗·萊昂·昆比（Shirley Leon Quimby），92歲，美國物理學家。
- 麥克斯韋·里士滿爵士，85歲，紐西蘭海軍上將。
- 威利·特爾弗，77歲，蘇格蘭足球運動員。
- 路易士·托雷斯·納達爾，42歲，波多黎各劇作家和戲劇導演，兇殺案。
- 比爾·特裡克班克，70歲，紐西蘭板球運動員。
- 西奧多·H·懷特（Theodore H. White），71歲，美國政治記者，中風。[22]

### 16日
- 安東·班科（Anton Banko），58歲，斯洛維尼亞發明家和工程師。
- Lothar Beutel，84歲，德國士兵。
- 喬·布瑟姆（Joe Bootham），74歲，紐西蘭畫家。
- 羅納德·羅布森（Ronald Robson），73歲，南非板球運動員。
- Mykola Tytenok，23歲，蘇聯消防員，急性輻射綜合症。
- John H. Yancey，68歲，美國士兵。

### 17日
- 約翰·吉布森（John Gibson），37歲，美國演員，飛機失事。
- 弗雷迪·傑克曼（Freddie Jakeman），66歲，英國板球運動員。
- 北野政次，91歲，日本將軍、醫生和戰犯（731部隊）。
- 普雷本·倫德葛籣·克裡斯滕森，62歲，丹麥奧運自行車運動員（1952年）。
- 羅伯茨·帕卡恩斯（Roberts Pakalns），74歲，蘇聯拉脫維亞足球運動員。
- 柳德米拉·帕霍莫娃，39歲，蘇聯奧運會冰舞運動員（1976年），白血病。
- 傑克·沃爾德曼（Jack Waldman），33歲，美國音樂家，淋巴瘤。

### 18日
- 查理斯·阿爾貝丁，57歲，美國作曲家。
- 羅伯特·佩奇·阿諾特，95歲，英國記者。
- Gustl Berauer，73歲，捷克斯洛伐克滑雪運動員。
- John W. Bubbles，84歲，美國踢踏舞演員和演員。[23]
- 亚沙尔·埃尔坎，75歲，土耳其奧運會摔跤手（1936年）。
- 詹尼·甘比（Gianni Gambi），78歲，義大利奧運游泳運動員（1928年）。
- 朱塞佩·拉扎蒂（Giuseppe Lazzati），76歲，義大利羅馬天主教神父和政治家。
- 路易士·馬德森（Louis L. Madsen），78歲，美國學術行政人員。
- 約翰·格思里·派特森（John Guthrie Paterson），84歲，澳大利亞政治家。
- 詹姆斯·菲米斯特（James Phemister），93歲，蘇格蘭地質學家。
- 卡努里·拉克什馬納·拉奧，83歲，印度政治家，國會議員（1962-1977）。
- 彼得·韋勒（Peter Wehle），72歲，奧地利演員。
- Spades Wood，77歲，美國棒球運動員。
- 澤·路易士，56歲，巴西籃球運動員。

### 19日
- 霍华德·本奇（Howard Benge），72歲，紐西蘭賽艇運動員。
- 喬治·博耶斯，75歲，南非板球運動員。
- 喬·格林沃爾德，97歲，美國奧林匹克馬術運動員（1920年）。
- 吉米·萊昂斯（Jimmy Lyons），54歲，美國薩克斯管演奏家，肺癌。
- Sarath Muttetuwegama，68歲，斯里蘭卡政治家。
- 伯納德·奈勒（Bernard Naylor），78歲，英裔加拿大作曲家。
- 蒂博爾·尼拉斯，71歲，匈牙利出生的美國奧運擊劍運動員（1948年）。
- 克努特·勒德（Knut Rød），85歲，挪威員警，納粹合作者。
- Len Stansbridge，67歲，英國足球運動員。
- 倫納德·特倫特（Leonard Trent），71歲，紐西蘭飛行員。
- Behçet Uz，92-93歲，土耳其政治家。
- Titus Vibe-Müller，73歲，挪威電影導演。

### 20日
- Helen Belyea，73歲，加拿大地質學家。
- 克萊德·伯恩哈特（Clyde Bernhardt），80歲，美國長號手。
- 卡羅爾·奧爾吉爾德·博爾查特，81歲，波蘭海軍上尉和作家。
- 丹妮爾·切納德（Danielle Chenard），28歲，加拿大奧運手球運動員（1976年）。
- 埃沃·安東·德康西尼（Evo Anton DeConcini），85歲，美國法學家。
- 戈登·希克曼·加蘭（Gordon Hickman Garland），88歲，美國政治家，加利福尼亞州議會議員（1937-1943）。[24]
- 弗蘭克·麥克馬洪（Frank McMahon），83歲，加拿大石油高管。
- 弗里茨·莫格爾（Fritz Moegle），69歲，奧地利藝術總監。
- 梅爾文·諾維克（Melvin R. Novick），53歲，美國統計學家。
- 詹姆斯·奧基夫（James O'Keeffe），73-74歲，愛爾蘭政治家，TD（1961-1965）。
- 達德利·斯普林（Dudley Spurling），72歲，百慕達政治家和奧運會游泳運動員（1936年）。
- Helen B. Taussig，87歲，美國心臟病專家，交通事故。[25]
- Pim van Boetzelaer van Oosterhout，93歲，荷蘭政治家和外交官。
- 羅伯特·伍德（Robert Wood），61歲，美國電視台高管。

### 21日
- 肯尼·卡特（Kenny Carter），25歲，英國摩托車賽車手，槍殺自殺。
- 拉爾夫·埃文魯德（Ralph Evinrude），78歲，美國商人。
- 耶塔·多蘿西婭·格芬，94歲，美國音樂家和記者。
- 尤奧薩斯·格魯薩斯，84歲，蘇聯立陶宛作家。
- 維果·約根森，86歲，丹麥足球運動員。
- 瑪麗·卡維娜·普奎（Mary Kawena Pukui），91歲，美國作家。[26]

### 22日
- 奧瑪律·蒂爾米薩尼（Umar al-Tilmisani），81歲，埃及伊斯蘭主義者（穆斯林兄弟會）。
- James “Lugs” Branigan，76歲，愛爾蘭拳擊手。
- 喬治·查普曼（George Chapman），82歲，澳大利亞板球運動員。
- Renaat Demoen，71歲，比利時漫畫家。
- 乔治·福雷斯特，81歲，蘇格蘭裔加拿大足球運動員。
- 馬丁·加貝爾（Martin Gabel），74歲，美國演員和電影製片人，心臟病發作。[27]
- 德斯蒙德·吉萊斯皮（Desmond Gillespie），74歲，北愛爾蘭政治家。
- 詹姆斯·溫特爾，81歲，美國足球運動員。
- Lol Hamlett，69歲，英國足球運動員。
- Lon Hatherell，55歲，澳大利亞橄欖球運動員。
- 熊谷久虎，82歲，日本電影製片人。
- 戈登·內爾（Gordon Nell），78歲，美國棒球運動員。
- 喬治·諾克斯（Georgie Nokes），49歲，美國演員。
- 艾弗里·洛克菲勒，82歲，美國投資銀行家和環保主義者，心臟病發作。[28]
- Yechezkel Taub，90歲，波蘭-以色列拉比。
- 格溫·湯普森夫人，57歲，美國作家。
- 哈威·烏倫霍普（Harvey Uhlenhopp），70歲，美國法學家。
- 阿奇·范·溫克爾（Archie Van Winkle），61歲，美國士兵，榮譽勳章獲得者。
- Charles F. Voegelin，80歲，美國語言學家。

### 23日
- 傑拉爾德·柯維（Gerald Covey），58歲，加拿大奧運會皮划艇運動員（1948年）。
- 亨利·德·拉·巴斯蒂德，69歲，法國作家。
- William J. Garsoe，68歲，美國政治家，緬因州眾議院議員（1973-1980）。
- 艾瑪·吉納維芙·吉列（Emma Genevieve Gillette），88歲，美國環保主義者。
- 愛德華·哈特（Edward Hart），74-75歲，蘇格蘭醫生。
- 斯特林·海登，70歲，美國演員（《奇愛博士》《殺戮》《瀝青叢林》），前列腺癌。[29]
- 勞埃德·赫爾伯特（Lloyd Hulbert），67歲，美國植物學家。
- 威廉·約翰斯頓（William Johnston），71歲，英國聖公會主教。
- 亨利·阿諾德·卡羅，82歲，美國海軍上將。
- 休·麥克馬倫（Hugh McMullen），84歲，美國棒球運動員。
- 阿奇·薩姆（Archie Sam），71歲，美國納奇茲領導人。
- 奧古斯特·沙弗，80歲，奧地利奧林匹克自行車運動員（1928年）。
- 阿爾蒂埃羅·斯皮內利，78歲，義大利政治家，歐洲議會議員（自1979年起）。[30]
- 喬治·湯普森，79歲，澳大利亞足球運動員。
- 莫夫利德·維薩托夫，72歲，蘇聯士兵。
- 埃琳娜·扎林克維查伊特-彼得勞斯基涅，85歲，蘇聯立陶宛女演員。

### 24日
- Gunnar Björnstrand，76歲，瑞典演員。
- 亞基瑪·卡努特（Yakima Canutt），90歲，美國演員和特技演員，心臟驟停。[31]
- 米克·科西（Mick Cossey），51歲，紐西蘭橄欖球運動員。
- 瑪吉特·達卡（Margit Dajka），78歲，匈牙利女演員。
- 湯米·迪（Tommy Dea），77歲，澳大利亞足球運動員。
- 裡奇·弗格森（Rich Ferguson），54歲，加拿大跑步者。
- 埃裡希·格伯丁（Erich Gerberding），64歲，德國演員。
- 愛德華多·岡薩雷斯-加拉扎（Eduardo González-Gallarza），88歲，西班牙將軍和政治家。
- 喬治·戈登，79歲，美國動畫師。
- 克里斯·格雷厄姆，86歲，加拿大奧運拳擊手（1920年）。
- 羅伯特·霍姆斯，60歲，英國編劇。
- Sam B. Holt，83歲，美國體育教練。
- 法茲魯爾·卡里姆（Fazlul Karim），80歲，孟加拉國政治家和律師。
- 瓦迪斯瓦夫·馬斯沃夫斯基，52歲，波蘭記者。
- 戈德·佩廷格，74歲，英國出生的加拿大冰球運動員。
- 亨利·鮑爾，81歲，澳大利亞足球運動員。
- 亞瑟·魯布洛夫（Arthur Rubloff），83歲，美國房地產開發商。[32]
- 約翰·桑塔爾，78歲，英國板球運動員。
- 斯蒂芬·索恩（Stephen D. Thorne），33歲，美國飛行員，飛機失事。
- 伊娃·瓦爾德馬森（Eva Waldemarsson），82歲，瑞典作家。

### 25日
- 尼森·阿爾珀特（Nisson Alpert），58歲，波蘭出生的美國拉比。
- 卡洛·貝托基（Carlo Betocchi），87歲，義大利詩人。
- 切斯特·鮑爾斯（Chester B. Bowles），85歲，美國政治家和外交官，康涅狄格州州長（1949-1951），美國眾議院議員（1959-1961），帕金森病。[33]
- 阿爾帕德·拉伊托斯（Árpád Lajtos），75歲，匈牙利士兵。
- 羅爾夫·勞爾（Rolf Lauer），54歲，德國奧林匹克體操運動員（1952年）。
- 歐文·胡德·菲力浦斯（Owen Hood Phillips），78歲，英國法學家。
- Shrikant Verma，54歲，印度政治家和詩人。
- 約翰·弗尼，第20代威洛比·德·布羅克男爵，90歲，英國世襲貴族。

### 26日
- 維塔利·阿巴拉科夫，80歲，蘇聯發明家和登山家。
- 佩吉·安·克利福德（Peggy Ann Clifford），65歲，英國女演員。
- 吉安-卡洛·科波拉（Gian-Carlo Coppola），22歲，美國電影製片人和演員，划船事故。
- Glynn R. Donaho，81歲，美國海軍上將，肺炎。[34]
- 戈弗雷·希格斯，78歲，巴哈馬奧運帆船運動員（1952年）。
- 劉若愚，59-60歲，美籍華裔文學學者。

### 27日
- 伯納德·阿德斯（Bernard Ades），82歲，美國律師和民權活動家。[35]
- 伊斯梅尔·法鲁奇，65歲，巴勒斯坦裔美國哲學家，被刺傷。
- 59歲的美國藝術學者露易絲·拉米亞·法魯奇（Lois Lamya al-Faruqi）被刺傷。
- 克裡斯·安德森（Chris Anderson），60歲，蘇格蘭足球運動員，運動神經元疾病。
- 曾德·达木丁苏伦，77歲，蒙古作家和語言學家。
- 亨利·德雷爾，75歲，美國奧林匹克鎚子投擲者（1936年，1948年）。
- 哈裡·伊斯頓·戈德溫，78歲，美國音樂學者。
- Jaakko Kunnas，82歲，芬蘭奧林匹克體操運動員（1928年）。
- 阿喬伊·慕克吉（Ajoy Mukherjee），85歲，印度政治家。
- Jaideva Singh，92歲，印度音樂學家。
- 約翰尼·西斯克，79歲，美式足球運動員。
- Limmie Snell，37歲，美國歌手，腎功能衰竭。
- Giorgos Tzifos，67-68歲，希臘演員。
- 查理斯·比爾·賴茨曼（Charles Bierer Wrightsman），90歲，美國石油高管。

### 28日
- 瑪格麗特·庫爾托，88歲，美國女演員。
- Taylor Douthit，85歲，美國棒球運動員。
- 比爾·芬德利，72歲，澳大利亞足球運動員。
- 保羅·弗洛倫斯，86歲，美國棒球運動員。
- Gunnar Hägg，82歲，瑞典化學家。
- 莉亞·伊萬諾娃（Lea Ivanova），62歲，保加利亞爵士歌手。
- 唐·麥克勞克林（Don MacLaughlin），79歲，美國演員。
- 鮑裡斯拉夫·米利奇，60歲，南斯拉夫國際象棋選手。
- 阿奇博爾德·休·米切爾（Archibald Hugh Mitchell），82歲，加拿大政治家，國會議員（1935-1940）。
- Lurene Tuttle，78歲，美國女演員，癌症。[36]

### 29日
- 阿萊娜·阿拉達瓦（Alena Aladava），79歲，蘇聯白俄羅斯藝術史學家和策展人。
- Nicole Algan，61歲，法國雕塑家。
- 奧尼利奧·豪爾赫·卡多佐，72歲，古巴電影製片人。
- 何塞·路易士·卡雷尼奧（José Luis Carreño），80歲，西班牙羅馬天主教神父。
- 瑪麗·大衛森（Mary Davidson），83-84歲，愛爾蘭政治家。
- 英格·蘭德古特，63歲，德國女演員。
- 湯瑪斯·林奇（Thomas C. Lynch），82歲，美國律師。[37]
- 阿德里安·范德威利根（Adriaan A. van der Willigen），76歲，荷蘭集郵家。

### 30日
- 理查·阿姆斯壯，82歲，英國作家。
- 何塞·德·卡拉特，79歲，西班牙奧林匹克曲棍球運動員（1928年）。
- 佩里·埃利斯（Perry Ellis），46歲，美國時裝設計師，愛滋病。[38]
- Boy Gobert，60歲，德國演員。
- 唐納德·克洛普弗（Donald S. Klopfer），84歲，美國出版商（蘭登書屋）。[39]
- Gulshan Mehra，49歲，印度板球運動員。
- 漢克·莫布里（Hank Mobley），55歲，美國薩克斯管演奏家，肺炎。
- 森永貞一郎，75歲，日本銀行家和商人。

### 31日
- 西爾維亞·柯勒律治，76歲，英國女演員。
- 羅傑·卡特勒（Roger W. Cutler Jr.），70歲，美國奧運賽艇運動員（1936年）。
- 簡·弗蘭克（Jane Frank），67歲，美國藝術家。[40]
- 弗洛倫斯·艾爾西·英曼（Florence Elsie Inman），94歲，加拿大政治家，心臟病發作併發症。
- T. R. Mahalingam，59歲，印度長笛演奏家，腦出血。
- 迪克西·麥克亞瑟（Dixie McArthur），94歲，美國棒球運動員。
- 羅恩·內維爾（Ron Neville），56歲，澳大利亞出生的巴布亞紐幾內亞政治家，交通事故。
- 利奥·雷恩沃特，68歲，美國物理學家，諾貝爾獎獲得者（1975年）。[41]
- 小阿爾伯特·裡德（Albert Reed Jr.），64歲，美國演員。
- 朵拉·羅素（Dora Russell），92歲，英國作家和女權主義者。[42]
- 派翠克·謝伊（Patrick Shea），78歲，北愛爾蘭公務員。
- 休·韋伯斯特（Hugh Webster），58歲，蘇格蘭出生的加拿大演員。
- 蜜雪兒·懷德（Michel Wyder），36歲，瑞士賽車手，賽車碰撞。